# 罗伯托·艾罗尔迪
罗伯托·艾罗尔迪（義大利語：Roberto Airoldi，1976年1月19日—），意大利男子射箭运动员。他曾代表意大利参加2016年夏季残疾人奥林匹克运动会射箭比赛，获得混合团体反曲弓公开级铜牌。